# Sahily Diago
Sahily Diago Mesa (* 26. August 1995 in Jovellanos) ist eine kubanische Mittelstreckenläuferin, die sich auf die 800-Meter-Distanz spezialisiert hat.

## Sportliche Laufbahn
Erste Erfahrungen bei internationalen Meisterschaften sammelte Sahily Diago im Jahr 2011, als sie bei den Jugendweltmeisterschaften nahe Lille mit 2:08,25 min im Halbfinale über 800 m ausschied. Im Jahr darauf gewann sie bei den CACAC-Juniorenmeisterschaften in San Salvador in 2:06,70 min die Silbermedaille und 2013 wurde sie bei den Panamerikanischen Juniorenmeisterschaften in Medellín in der Vorrunde disqualifiziert. 2014 gewann sie bei den Juniorenweltmeisterschaften in Eugene in 2:02,11 min die Silbermedaille und wurde anschließend beim Continentalcup in Marrakesch in 2:00,96 min Sechste. Daraufhin belegte sie bei den Zentralamerika- und Karibikspielen (CAC) in Xalapa in 2:05,51 min den fünften Platz. Bei den IAAF World Relays 2015 in Nassau belegte sie in 8:15,84 min den vierten Platz mit der kubanischen 4-mal-800-Meter-Staffel und im Juli schied sie bei den Panamerikanischen Spielen in Toronto mit 2:13,72 min im Vorlauf aus. Im Jahr darauf gewann sie bei den U23-NACAC-Meisterschaften in San Salvador in 2:04,20 min die Bronzemedaille über 800 m hinter ihrer Landsfrau Lisneidy Veitía und Jenna Westaway aus Kanada. Anschließend nahm sie an den Olympischen Sommerspielen in Rio de Janeiro teil und kam dort mit 2:01,38 min nicht über die erste Runde hinaus. 
Bis 2019 bestritt sie keine Wettkämpfe mehr und startete 2021 dann mit der kubanischen 4-mal-400-Meter-Staffel bei den Olympischen Sommerspielen in Tokio und belegte dort in 3:26,92 min im Finale den achten Platz. 2023 gewann sie bei den Zentralamerika- und Karibikspielen in San Salvador in 2:02,81 min die Silbermedaille hinter ihrer Landsfrau Rose Mary Almanza und auch über 1500 Meter gewann sie in 4:11,07 min die Silbermedaille hinter der Venezolanerin Joselyn Brea. Im November siegte sie in 2:02,71 min über 800 Meter bei den Panamerikanischen Spielen in Santiago de Chile und sicherte sich auch im Staffelbewerb in 3:33,15 min die Goldmedaille. Im Jahr darauf verpasste sie mit der Staffel bei den Olympischen Sommerspielen in Paris mit 3:33,99 min den Finaleinzug.
2013 wurde Diago kubanische Meisterin im 800-Meter-Lauf sowie in den Jahren 2013 und 2014 in der 4-mal-400-Meter-Staffel. 2023 wurde sie Landesmeisterin im 1500-Meter-Lauf.

## Persönliche Bestzeiten
- 400 Meter: 53,76 s, 20. Februar 2016 in Havanna
- 600 Meter: 1:27,68 min, 28. Februar 2021 in Guatemala-Stadt
- 800 Meter: 1:57,74 min, 25. Mai 2014 in Havanna (kubanischer U20-Rekord)
- 1000 Meter: 2:37,5 min, 25. April 2014 in Havanna (kubanischer U20-Rekord)
- 1500 Meter: 4:11,07 min, 6. Juli 2023 in San Salvador